# John Garrels
John Carlyle Garrels (ur. 18 listopada 1885 w Bay City w stanie Michigan, zm. 21 października 1956 w Grosse Ile Township w Michigan) – amerykański lekkoatleta, srebrny i brązowy medalista olimpijski z Londynu z 1908.
W 1907 Garrels zwyciężył w akademickich mistrzostwach Stanów Zjednoczonych w biegu na 120 jardów przez płotki oraz w biegu na 220 jardów przez płotki, a pchnięciu kulą zajął 2 miejsce. Reprezentował Uniwersytet Michigan.
Na igrzyskach olimpijskich w 1908 w Londynie zajął 2. miejsce w biegu na 110 metrów przez płotki, przegrywając ze swym rodakiem Forrestem Smithsonem. W pchnięciu kulą zdobył brązowy medal. Wziął udział również w rzucie dyskiem oraz w rzucie dyskiem stylem greckim (klasycznym), ale jego rezultaty nie są znane.
Był również zawodnikiem futbolu amerykańskiego (uniwersyteckiego) w drużynie Michigan Wolverines w latach 1904-1906.

## Rekordy życiowe
- bieg na 110 metrów przez płotki – 15,2 s (1906)
- pchnięcie kulą – 13,91 m (1908)
- rzut dyskiem – 42,79 m (1907)